# 日雇い

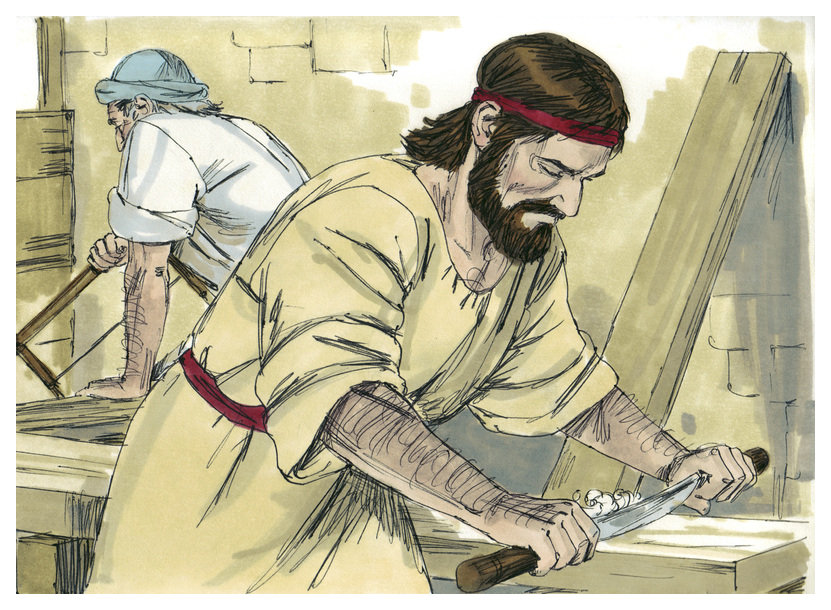
ナザレのイエスは日雇い大工であった。

日雇い（ひやとい, Day labor）とは、一時雇用形態のひとつ。日々雇用される者をいうが、各国で法律ごとにこれより広い意味（定義）で用いられることもある（日本の雇用保険法上の「日雇労働者」など、後述）。「ニコヨン」などの俗称がある。日傭（ひよう）、日傭取り（ひようとり）とも。

## 種別
日雇い労働者が仕事を見つけるルートは、一般的に二つである。
一つは職業紹介事業（紹介会社）に頼るもので、紹介会社は労働力を欲する企業と労働者との仲立ちをする。紹介会社の多くはオフィスを構えており、訪れた求職者にその場で、或いは即日に仕事を割り当てる。
もう一つは、公式ではない（違法の場合すらある）が労働者にはよく知られている場所、たいていは駅前など街角や駐車場に集まって、建設業者など雇用主や委託された者が募集をかけるのを待つことである。米国ではたいてい住宅建設業か造園業であり 、平均時給8-10ドルであった。メディアとUCLAによる調査では彼らの多くがメキシコなど中米からの不法移民であった。

## 日本の日雇労働者
| 雇用形態                           | 万人  |
| ---------------------------------- | ----- |
| 役員                               | 335   |
| 期間の定めのない労働契約           | 3,728 |
| 1年以上の有期契約                  | 451   |
| 1か月～1年未満の有期契約（臨時雇） | 763   |
| 1か月未満の有期契約（日雇い）      | 15    |
| 期間がわからない                   | 239   |

### 労働基準法
労働基準法では一般の労働者と日雇い労働者を特に区別していない。日々、雇い入れられる労働者の労働契約は、日々更新されると否とにかかわらず、明示的または黙示的に同一人を引き続き使用している場合は、社会通念上継続した労働関係が成立していると認められる。即ち、労働関係が継続しているものと客観的に判断されるが如き常用的状態にある日雇い労働者については、原則として期間を以て定められた労働条件に関する規定も就業規則その他で別段の定めなき限り、当該事業場における他の一般労働者と同様に適用があることは当然である。もっとも、継続した労働関係を有しない純然たる日雇い労働者については、日々の労働条件に関する規定のみが適用できて、期間を以て定められた労働条件に関する規定は適用の余地がない（昭和23年12月27日基収4296号）。
ただし、以下の規定については、「日々雇用される者」についての特則がある。
- 平均賃金の算定に当たっては、その従事する事業又は職業について、厚生労働大臣の定める金額を平均賃金とする（労働基準法第12条7項）。具体的な計算方法は平均賃金#日々雇用の平均賃金を参照。
- 労働基準法第20条に定める解雇予告の規定は、日々雇用される者に対しては適用しない。ただしこれに該当する者が1か月を超えて引き続き使用されるに至った場合は、この限りでない（労働基準法第21条）。
  - 「1か月」は、労働日のみならず、休日を含む暦月のことを指す。休日以外に当該事業場の業務に従事しない日が多少あっても1か月間継続して労働したという事実を中断するものではない。労働しない日数が1か月間中幾日あれば継続勤務の事実を中断するかということは、具体的な事情により判断する（昭和24年2月5日基収408号）。
- 日日雇い入れられる者については、労働者名簿の調製は不要である（労働基準法第107条）。
  - 一方、同じく法定帳簿とされる賃金台帳（労働基準法第108条）については日日雇い入れられる者についても調製が必要であるが（一般の労働者は様式第20号、日日雇い入れられる者は様式第21号と異なる様式が用意されている）、項目中「賃金計算期間」は日日雇い入れられる者については記入するを要しない（労働基準法施行規則第54条4項）。

### 男女雇用機会均等法
雇用の分野における男女の均等な機会及び待遇の確保等に関する法律（男女雇用機会均等法）は、雇用形態による労働者の区別をしていないため、一般の労働者・日雇労働者を問わずすべての労働者に適用される。

### 育児介護休業法
育児休業、介護休業等育児又は家族介護を行う労働者の福祉に関する法律（育児介護休業法）では、育児休業・介護休業の定義において労働者を「日々雇用される者を除く」としている（育児介護休業法第2条1号、2号）。そのため、事業所の就業規則等に特段の定めがない限り、日雇労働者は育児休業・介護休業及び同法に定める所定労働時間短縮等の措置を取得することはできない。
- ここでいう「日々雇用される者」とは、1日単位の労働契約期間で雇われ、その日の終了によって労働契約も終了する契約形式の労働者である。長期的な休業となり得る育児休業・介護休業の性質になじまない雇用形態の労働者であることから、対象となる労働者から除くこととしたものである。なお、労働契約の形式上日々雇用されている者であっても、当該契約が期間の定めのない契約と実質的に異ならない状態となっている場合には、実質的に期間の定めのない契約に基づき雇用される労働者であるとして育児休業・介護休業の対象となるものである[9]。

### パートタイム労働法
短時間労働者の雇用管理の改善等に関する法律（パートタイム労働法）では、同法の対象となる労働者を「1週間の所定労働時間が同一の事業所に雇用される通常の労働者の1週間の所定労働時間に比し短い労働者」（第2条）としているが、日雇労働者のように1週間の所定労働時間が算出できないような者は、同法の対象とならない。ただし、日雇契約の形式をとっていても、明示又は黙示に同一人を引き続き使用し少なくとも1週間以上にわたる定形化した就業パターンが確立し、1週間の所定労働時間を算出することができる場合には、同法の対象となる（平成26年7月24日基発2号）。

### 労働保険

#### 労働者災害補償保険
労働者災害補償保険は、適用事業に使用される労働基準法上の労働者であれば、一般の労働者・日雇労働者を問わずすべての労働者に適用される。保険給付についても区別はない。

#### 雇用保険
雇用保険において「日雇労働者」とは、次のいずれかに該当する労働者（前2月の各月において18日以上同一の事業主の適用事業に雇用された者及び同一の事業主の適用事業に継続して31日以上雇用された者（公共職業安定所長の認可を受けた者を除く）を除く）をいう（雇用保険法第42条）。
- 日々雇用される者
- 30日以内の期間を定めて雇用される者

日雇労働者のうち、所定の要件を満たした者は日雇労働被保険者となる。日雇労働被保険者を主な対象とした失業等給付は、日雇労働求職者給付金である。また、移転費・求職支援活動費・教育訓練給付金（一般被保険者・高年齢被保険者でなくなった日から原則1年以内に限る。雇用保険法施行規則第101条の2の3）・常用就職支度手当を受給できる場合がある。また雇用保険二事業の利用も可能である。

### 社会保険

#### 医療保険
健康保険において「日雇労働者」とは、以下のいずれかに該当する者をいう（健康保険法第3条8号）。一般の被保険者としての適用を除外されている者の一部が該当する。
- 臨時に使用される者であって、日々雇い入れられる者（同一の事業所において1月を超えて引き続き使用されるに至った場合を除く）。
  - 「1月」の計算においては、事業所の公休日は労務に服したものとみなして計算する。
- 臨時に使用される者であって、2月以内の期間を定めて使用される者（同一の事業所において、所定の期間を超え、引き続き使用されるに至った場合を除く）。
- 季節的業務に使用される者（継続して4月を超えて使用されるべき場合を除く）。
- 臨時的事業の事業所に使用される者（継続して6月を超えて使用されるべき場合を除く）。

原則として、適用事業所に使用される日雇労働者は、健康保険の「日雇特例被保険者」となる。日雇特例被保険者に対する保険給付は、一般の被保険者と一部異なるところがある。
船員保険においては、日雇労働者を適用除外としていないため、船員（船員法第1条に規定する「船員」）として船舶所有者に使用される日雇労働者は雇い入れの当初から船員保険の被保険者となる。

#### 厚生年金
日雇労働者は厚生年金に加入できない。厚生年金と健康保険は通常セットで手続きされるものであるが、健康保険法における「日雇労働者」は厚生年金ではそのまま適用除外となるためである（厚生年金保険法第12条）。
ただし同条において「船舶所有者に使用される船員を除く」としているため、船員として船舶所有者に使用される日雇労働者は雇い入れの当初から厚生年金の被保険者となる。

### 労働者派遣法
労働者派遣事業の適正な運営の確保及び派遣労働者の保護等に関する法律（労働者派遣法）において「日雇労働者」とは、「日々又は30日以内の期間を定めて雇用する労働者」をいう（労働者派遣法第35条の4）。
2012年10月の改正法施行による同条において、「派遣元事業主は、その業務を迅速かつ的確に遂行するために専門的な知識、技術又は経験を必要とする業務のうち、労働者派遣により日雇労働者を従事させても当該日雇労働者の適正な雇用管理に支障を及ぼすおそれがないと認められる業務として政令で定める業務について労働者派遣をする場合又は雇用の機会の確保が特に困難であると認められる労働者の雇用の継続等を図るために必要であると認められる場合その他の場合で政令で定める場合を除き、その雇用する日雇労働者について労働者派遣を行ってはならない」と定め、いわゆる「日雇い派遣」を原則禁止している。また「厚生労働大臣は、この政令の制定又は改正の立案をしようとするときは、あらかじめ、労働政策審議会の意見を聴かなければならない」とされる。
- 「当該日雇労働者の適正な雇用管理に支障を及ぼすおそれがないと認められる業務として政令で定める業務」とは、労働者派遣法施行令第4条1項1〜18号にて定める各業務のことである。

- 「その他の場合で政令で定める場合」とは、派遣元事業主が労働者派遣に係る日雇労働者の安全又は衛生を確保するため必要な措置その他の雇用管理上必要な措置を講じている場合であって次のいずれかに該当するときとする（労働者派遣法施行令第4条2項）。
  - 当該日雇労働者が60歳以上の者である場合
  - 当該日雇労働者が学校教育法第1条、第124条又は第134条1項の学校の学生又は生徒（同法第4条1項に規定する定時制や通信制の課程に在学する者その他厚生労働省令で定める者を除く）である場合（いわゆる「昼間学生（全日制）」である場合）
  - 当該日雇労働者及びその属する世帯の他の世帯員について厚生労働省令で定めるところにより算定した収入の額が厚生労働省令で定める額（年収500万円）以上である場合

### 港湾労働法
港湾労働法において「日雇労働者」とは、「日々又は2月以内の期間を定めて雇用する労働者」をいう（港湾労働法第9条）。
港湾運送を業とする事業主は、「公共職業安定所の紹介を受けて雇い入れた者でなければ、日雇労働者として港湾運送の業務に従事させてはならない。ただし、公共職業安定所に日雇労働者に係る求人の申込みをしたにもかかわらず適格な求職者の紹介を受けることができない場合その他の厚生労働省令で定める理由がある場合は、この限りでない」（港湾労働法第10条1項）と定め、日雇い労働者の直接雇用を原則禁じている。
例外として、以下の場合には例外的に日雇労働者の直接雇用を行うことができ（施行規則第8条）、この場合日雇労働者を雇い入れようとする旨を公共職業安定所長に届け出なければならない（港湾労働法第10条2項）。
- 公共職業安定所に日雇労働者に係る求人の申込みをしたにもかかわらず適格な求職者がいないためにその紹介を受けることができないこと。
- 公共職業安定所に日雇労働者に係る求人の申込みをし、公共職業安定所から日雇労働者の紹介を受けたにもかかわらず、当該日雇労働者が正当な理由なく港湾運送の業務に就くことを拒み、又は当該事業主が正当な理由により当該日雇労働者の雇入れを拒んだ場合において、当該日雇労働者に代わる日雇労働者の紹介を受けることができないこと。
- 天災その他やむを得ない理由により緊急に港湾運送の業務を行う必要がある場合において、公共職業安定所に日雇労働者に係る求人の申込みを行ういとまがないこと。
- 天災その他避けることができない事故により、公共職業安定所に求人の申込みをすることができないこと。
- 職業安定法第20条の規定により、公共職業安定所から日雇労働者の紹介を受けることができないこと。
- 上記に掲げる理由に準ずる理由であって厚生労働大臣が定めるもの

### 陸上運送に関する法令
旅客自動車運送事業者、一般貨物自動車運送事業者等は、事業計画に従い業務を行うに必要な員数の事業用自動車の運転者を常時選任しておかなければならない、と定められ、この「運転者」については以下の者であってはならない。これは過労運転の防止が立法趣旨である。
- 日々雇い入れられる者
- 2月以内の期間を定めて使用される者
- 試みの使用期間中の者（14日を超えて引き続き使用されるに至った者を除く。）
- 14日未満の期間ごとに賃金の支払い（仮払い、前貸しその他の方法による金銭の授受であつて実質的に賃金の支払いと認められる行為を含む。）を受ける者（旅客自動車運送事業者のみ）

### ニコヨン
かつて日雇労働者を指す俗語として使われたニコヨンは、東京都が1949年に定めた公共職業安定所（現、ハローワーク）による紹介・斡旋で働いた日雇労働者の定額日給が240円であり、百円札が2枚（2個）と、十円札が4枚であったことに由来する。その後、日当の額は上っていったが、ニコヨンの名は日雇いの最低所得労働者を指す言葉として固定化した。
敗戦後の1948年、米国政府は日本政府に対し「経済安定九原則」を通達し、翌年ジョゼフ・ドッジが来日し、一連のインフレ抑制・均衡予算政策である通称「ドッジ・ライン」を実施したが、この緊縮財政政策はデフレ不況と雇用・労働環境の悪化をもたらした。これに対して日本政府は「強力な失業対策を樹立し、社会不安の除去と経済安定興隆に寄与」することを目的に、1949年5月に緊急失業対策法を成立させた。これに基づき各自治体が失業対策事業を実施、失業者を公共職業安定所の紹介により公共土木事業に日雇で就労させ、日当を現場で支払った。この失対事業開始当初の東京都の規定の日当が240円だった。
ニコヨンは戦後日本の人権・貧困・労働問題の凝縮した表象として、『ニコヨン物語』（1956年）はじめ映画などでも度々描かれた。記事執筆者のための用字用語をまとめた共同通信社『記者ハンドブック』1964年度版でニコヨンは差別語とされ、メディア上での言い換えが推奨された。

## 米国の日雇労働者

### 社会調査
米国では日雇労働者に関する調査研究は少ないが、カリフォルニア大学のアベル・ヴァレンズエーラによる日雇労働調査などがある。ただし、アベル・ヴァレンズエーラによる南カリフォルニアでの調査による日雇い労働は、外国人労働者、フリーター、便利屋のような要素も含まれており、トム・ギルはその考察から日本の社会経済学における日雇い労働とは合致しないと述べている。アベル・ヴァレンズエーラによると日雇労働市場は南カリフォルニアのほか、アトランタ、ロング・アイランド、ニューヨーク、シアトル、ポートランド、ヒューストン、サンディエゴなどにみられるとしている。

### 雇用統計
米国の雇用統計はアメリカ労働省とアメリカ会計検査院（GAO）で推計の方法に違いがある。
アメリカ会計検査院のレポートの就業形態には日雇労働者（Day-Hired Workers、Day Laborers）と呼出労働者 (オン・コール労働者、On-CallWorkers）の区分がある。またアメリカ労働省のオルタナティブ就業形態（Alternativeworkarrangement）の呼出労働者 (On-CallWorkers）の定義では「連続する数日ないし数週の労働者可能であるが，必要に応じて就労するときにのみ呼び出される労働者」とされる。
アメリカ会計検査院のCurrent Population Survey（CPS）の集計では、呼出労働者 (On-CallWorkers）と日雇労働者 (Day-HiredWorkers）をあわせた推計の全被用者に対する割合は、1995年に1.6%、2005年に2.0%だった。

### 医療保険
米国には国民全体を対象とした医療保険制度はなく、雇用主が付加給付として提供する医療保険（雇用主提供医療保険）があるが、すべての雇用主が被用者に対して医療保険を提供しているわけではなく必ずしも雇用先で医療保障を得られるわけではない。